# Rosemarie Ackermann
Pour les articles homonymes, voir Ackermann.
Rosemarie Ackermann, née Rosemarie Witschas le 4 avril 1952 à Lohsa (Saxe), est une ancienne athlète est-allemande qui pratiquait le saut en hauteur et fut la première femme à passer une barre placée à 2 m. Elle a remporté pour la République démocratique allemande la médaille d'or aux Jeux de Montréal.

## Carrière sportive

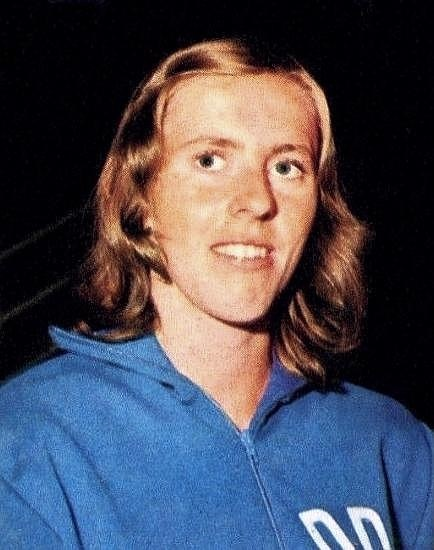
Rosemarie Ackermann en 1976.

Ackermann prend part aux Jeux olympiques d'été de 1972 à Munich sous son nom de jeune fille et y termine à la septième place.
Aux championnats d'Europe de 1974 à Rome, elle remporte son premier titre international. Avec une hauteur de 1,95 m, elle améliore d'un centimètre le record du monde vieux de deux ans de la Bulgare Yordanka Blagoeva. Toujours en 1974, elle épouse le joueur de handball Manfred Ackermann et prend son nom de famille.
Elle enregistre sa meilleure saison en 1976. Peu avant les Jeux olympiques, le 3 juillet 1976, elle améliore son record du monde avec 1,96 m. Aux Jeux de Montréal, elle remporte l'or avec un saut à 1,93 m, devant l'Italienne Sara Simeoni et Yordanka Blagoeva.
Ackermann réussit encore par deux fois à améliorer le record du monde, 1,97 m le 14 août 1977 à Helsinki et deux semaines plus tard, le 26 août à Berlin, elle franchit 2,00 m. Elle établit ce record en ventral, technique qui était alors en passe d'être abandonnée depuis les succès de Dick Fosbury en 1968 et de Ulrike Meyfarth en 1972 dans la technique du premier nommé. La même année, elle est élue personnalité sportive allemande de l'année (RDA).
Elle perd son titre européen en 1978 au profit de Sara Simeoni. Elle y avait pourtant, tout comme Simeoni, franchi une barre à 2,01 m, mais la fit tomber par après en célébrant son saut et dû se contenter de la deuxième place du concours avec comme saut valable, une hauteur de 1,99 m.
Ackermann termine sa carrière sportive en 1980 après les Jeux olympiques de Moscou où elle termine au pied du podium.
Elle est en outre élue Champion des champions mondiaux du journal français L'Équipe en 1977, première femme à obtenir ce titre.

## Palmarès

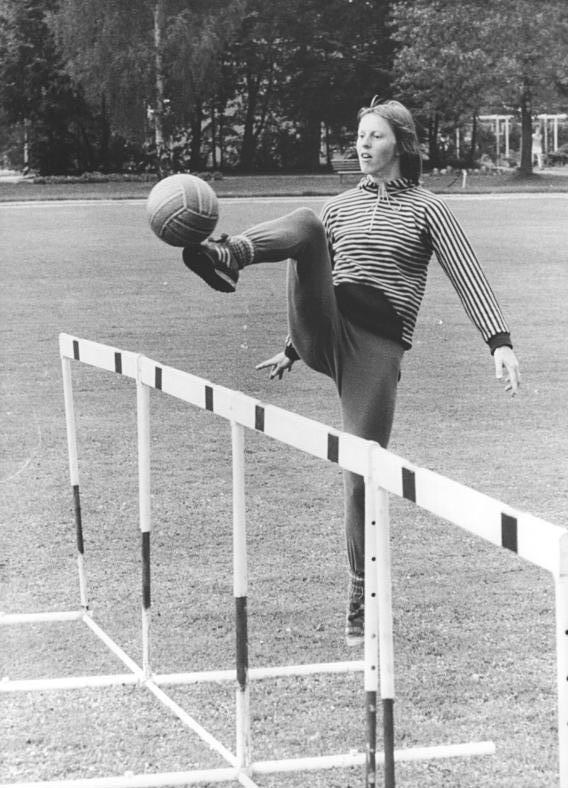
Rosemarie Ackermann en 1978.

### Jeux olympiques
- Jeux olympiques d'été de 1972 à Munich :
  - 7e au saut en hauteur
- Jeux olympiques d'été de 1976 à Montréal :
  -  Médaille d'or au saut en hauteur
- Jeux olympiques d'été de 1980 à Moscou :
  - 4e au saut en hauteur

### Championnats d'Europe
- Championnats d'Europe d'athlétisme de 1974 à Rome :
  -  Médaille d'or au saut en hauteur
- Championnats d'Europe d'athlétisme de 1978 à Prague:
  -  Médaille d'argent au saut en hauteur

### Championnats d'Europe en salle
- Championnats d'Europe d'athlétisme en salle de 1973 à Rotterdam :
  - 4e au saut en hauteur
- Championnats d'Europe d'athlétisme en salle de 1974 à Göteborg :
  -  Médaille d'or au saut en hauteur
- Championnats d'Europe d'athlétisme en salle de 1975 à Katowice :
  -  Médaille d'or au saut en hauteur
- Championnats d'Europe d'athlétisme en salle de 1976 à Munich :
  -  Médaille d'or au saut en hauteur

## Records du monde
- 1,94 m au saut en hauteur le 25 août 1974 à Berlin-Est (record de Yordanka Blagoeva égalé)
- 1,95 m au saut en hauteur le 8 septembre 1974 à Rome (amélioration du record codétenu avec Blagoyeva)
- 1,96 m au saut en hauteur le 8 mai 1976 à Dresde (amélioration de son record)
- 1,97 m au saut en hauteur le 14 août 1977 à Helsinki (amélioration de son record)
- 2,00 m au saut en hauteur le 26 août 1977 à Berlin (amélioration de son record, battu le 4 août 1978 par Sara Simeoni)